# Fiona Scott Morton
Fiona M. Scott Morton (20 de febrer de 1967) és una economista i docent estatunidenca. Professora a la càtedra Theodore Nierenberg de l'Escola d'Administració de la Universitat Yale d'ençà de 1999 va exercir, entre 2011 i 2012, com a fiscal general adjunta d'Economia a la Divisió Antimonopoli del Departament de Justícia dels Estats Units. En el seu treball acadèmic, ha defensat el paper del govern dels EUA per garantir una competència sana en els mercats sanitaris i la indústria tecnològica. Scott Morton és consultora de la pràctica de la competència a l'empresa de consultoria econòmica CRA International paral·lelament a la seva activitat docent i és directora del projecte Thurman Arnold a Yale.
El 12 de juliol del 2023 va ser nomenada economista en cap de la Direcció General de la Competència de la Comissió Europea amb efectes de l'1 de setembre de 2023. Tanmateix, després de l'anunci de la notícia, alguns funcionaris de la Comissió Europea i els ministres francesos Catherine Colonna i Jean-Noël Barrot van demanar a la comissió que reconsiderés aquesta decisió.
El nomenament de Scott Morton va generar gairebé immediatament molta tensió a França arran del fet que no era europea i alhora sobretot per la seva activitat anterior de consultora per a diverses grans empreses estatunidenques com ara Microsoft, Apple o Amazon que podia generar un potencial conflicte d'interessos.
A conseqüència de la polèmica suscitada pel seu nomenament però, l'economista renuncià al càrrec el 19 de juliol del 2023.